# 台宿奈麻呂
台 宿奈麻呂 （うてな の すくなまろ、生没年不詳）は、飛鳥時代から奈良時代にかけての貴族。名は少麻呂とも記される。氏姓は台忌寸のち岡本忌寸。官位は従五位上・造宮大丞。

## 経歴
元明朝の和銅2年（709年）従六位下から四階昇進して従五位下に叙爵し、和銅8年（715年）従五位上に昇叙される。
元正朝の霊亀3年（717年）宿奈麻呂は以下のように言上して改姓を請い、許されている。
居住地に因んで氏の名とすることは従来からの恒例である。例えば、（同族である）河内忌寸は村の名称を氏の名としている。その例は一つではなく多数ある。ついては、諸子弟とともに台に代えて岡本を姓としたい。

## 官歴
『続日本紀』による。
- 時期不詳：従六位下。造宮大丞
- 和銅2年（709年） 9月2日：従五位下
- 和銅8年（715年） 正月10日：従五位上
- 霊亀3年（717年） 9月7日：台忌寸から岡本忌寸に改姓